# Valença, Cristelo Covo e Arão
Valença, Cristelo Covo e Arão est une paroisse civile portugaise (en portugais : freguesia) de la municipalité de Valença, dans le district de Viana do Castelo.

## Histoire
La paroisse est créée par la loi no 11-A/2013 du 28 janvier 2013 portant réorganisation administrative du territoire des freguesias, en fusionnant Valença, Cristelo Covo et Arão. Son nom officiel est União das freguesias de Valença, Cristelo Covo e Arão et son siège est à Valença.

## Démographie
Lors du recensement de 2021, Valença, Cristelo Covo e Arão compte 5 258 habitants. Elle est ainsi la paroisse la plus peuplée de la municipalité de Valença.